# Кенайський півострів
Кенайський півострів (англ. Kenai Peninsula, також півострів Кенай) — великий півострів, який видається у Тихий океан з південного берега Аляски, США. Назва Кенай ймовірно походить із рос. Кенайская, російської назви для затоки Кука, що межує з півостровом із заходу та відокремлює його від решти Аляски. Більша частина півострову адміністративно належить до округу Кенайський півострів.
Герасим Ізмайлов був першим європейцем, що дослідив та наніс півострів на карту в 1789 році; а от Атапаски та Алутики жили на півострові тисячі років.

## Географія

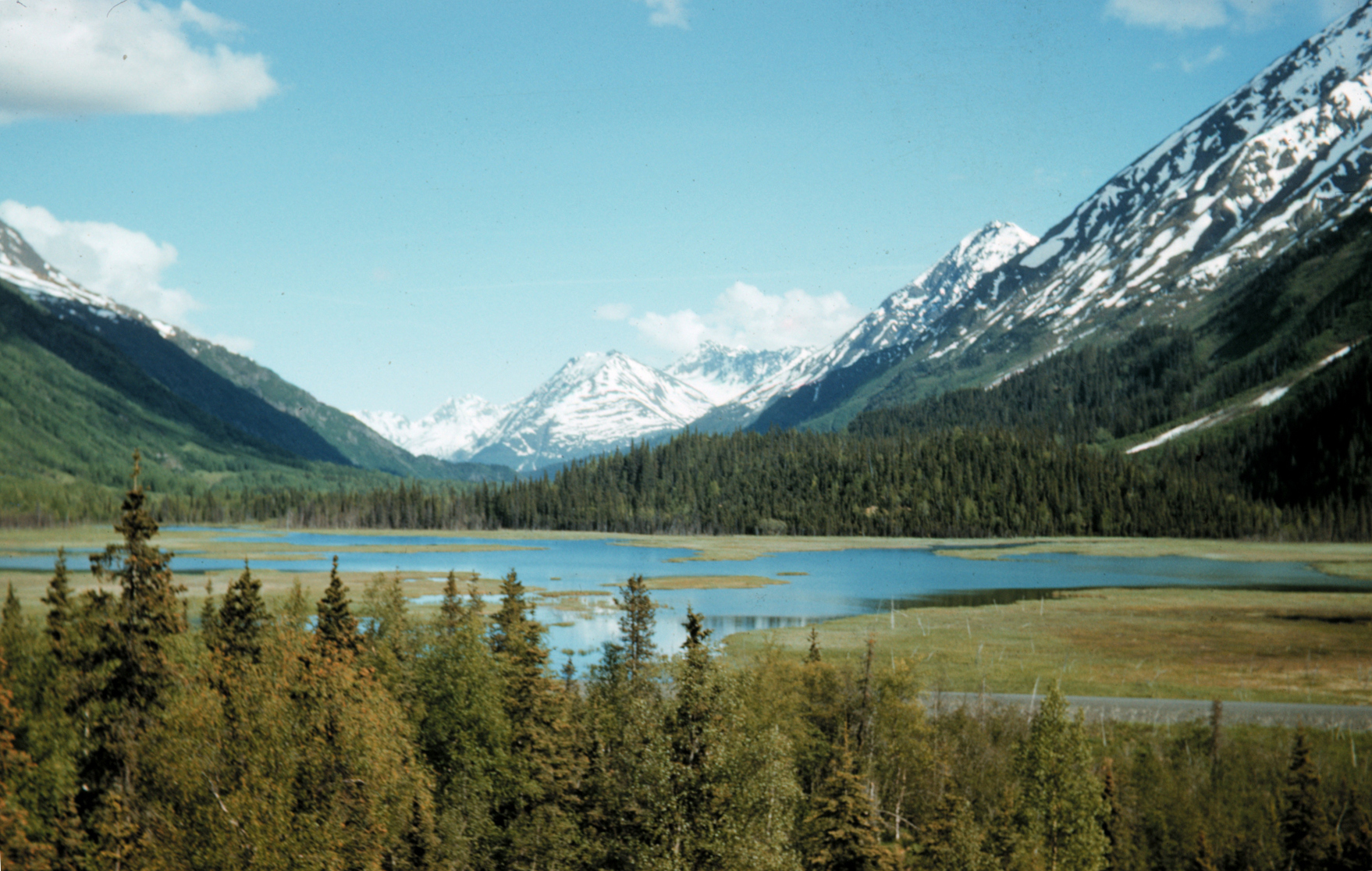
Озера та гори Кенайського півострову

Півострів простягнувся приблизно на 240 км на південний захід від Чугацьких гір, на південь від Анкориджу. Він відділений від материка з заходу затокою Кука та зі сходу — затокою Принца Вільгельма.
Покриті льодовиками Кенайські гори (до 2130 м НРМ) тягнуться вздовж південно-східного краю півострова вздовж узбережжя Аляскинської затоки. Переважна частина цих гір включена до Національного парку Кенай-Фіордс. Північно-західне узбережжя півострова вздовж затоки Кука більш пласке та заболочене, зі значною кількістю малих озер. Всередині півострова є декілька великих озер, включно з Скілак (озеро) та Тустумена (озеро).
Річки півострова включають Кенай, відому своєю популяцією лосося, з притокою Російською; Касилов та Анкор. Затока Качемак, менша затока в більшій затоці Кука, вдається в південно-західну частину півострова.
У східній та південній частині півострова є багато льодовиків, зокрема тут розташовані льодовикові поля Сарджент та Гардінг та численні льодовики, що з них витікають.

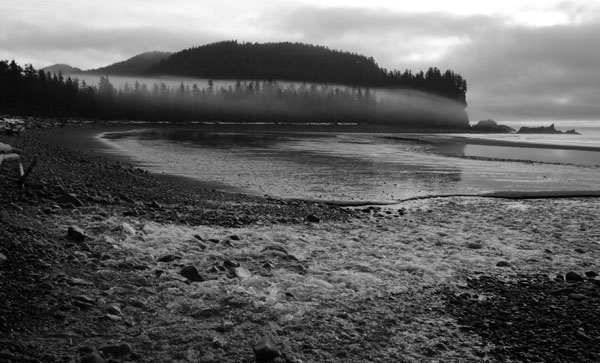
Зовнішнє узбережжя Кенайського півострову
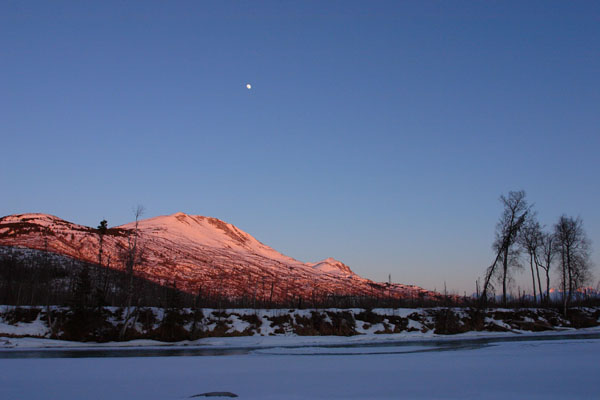
Річка Кенай
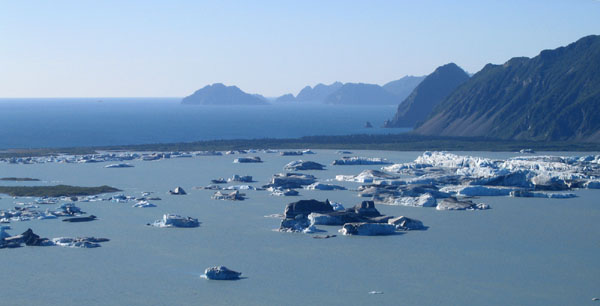
Медвеже льодовикове озеро та Тихий океан
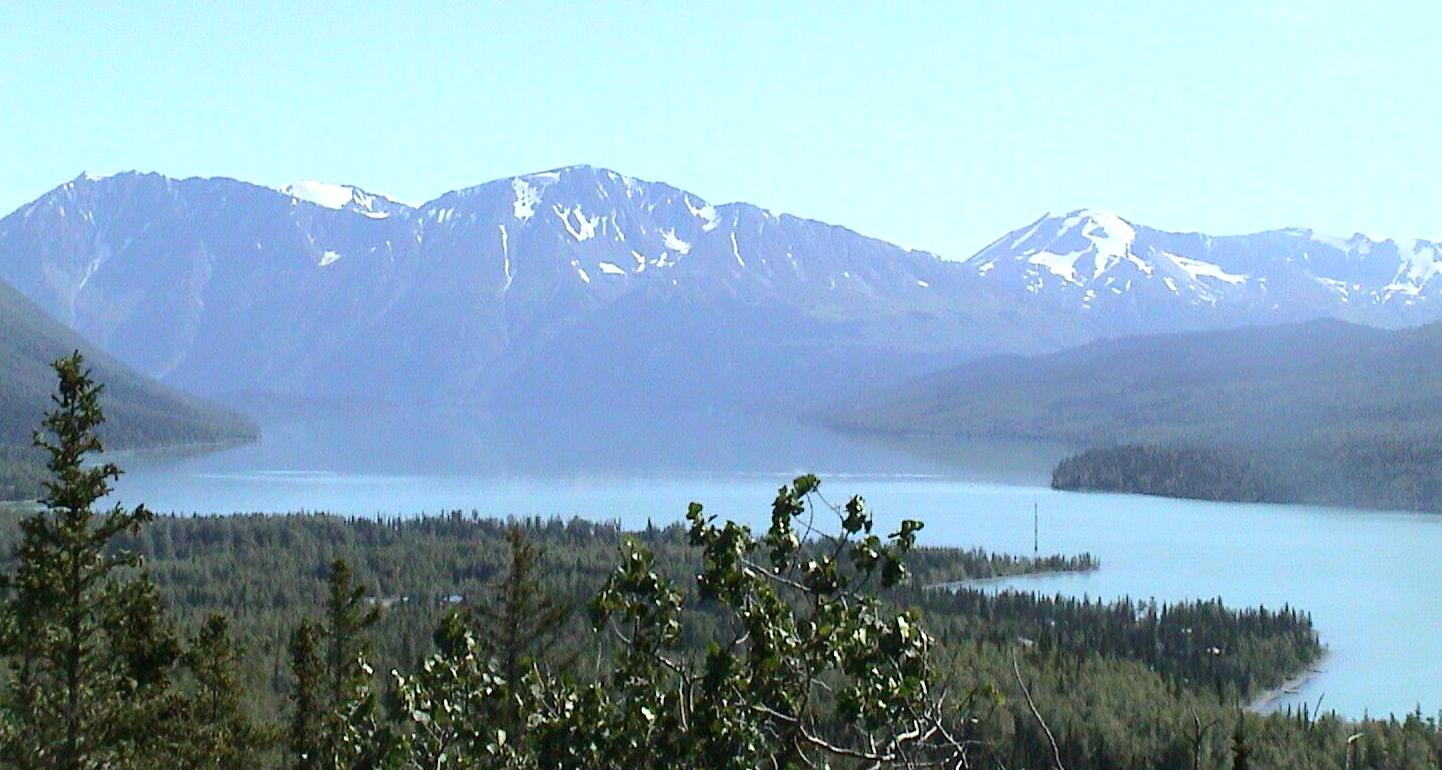
Річка Кенай та гори, серпень 2003 року

## Міста
На півострові розташовані декілька з найбільш населених міст південної Аляски, включно із Сьюардом на березі Аляскинської затоки, Солдотна, Кінаєм та Купер-Лендінгом уздовж затоки Кука, та Гомером на затоці Качемак, а також менші селища та поселення.

## Транспорт
Місто Гомер є відомим закінченням системи асфальтованих автомагістралей у Північній Америці та є популярним туристичним напрямком для автотуристів, які доїхали до Аляски з нижніх 48 штатів. Сьюард є південним кінцем Аляскинської залізниці. Регулярні авіарейси здійснюються до аеропортів Кенай та Гомер, Солдотна та Сьюард. Сьюардська автомагістраль з'єднує Сьюард з Анкориджем, а автомагістраль Стерлінг є хребтом, що поєднує інші великі міста півострова з Анкориджем.

## Клімат
Клімат півострова є прибережним, тобто відносно м'яким зі значною кількістю опадів. Це одна з небагатьох територій Аляски, де можливе сільське господарство, а вегетаційний період достатній для заготівлі сіна та вирощування деяких інших культур.

## Природні ресурси та економіка
Півострів має поклади природного газу, нафти та вугілля. Також розвинена риболовля — як комерційна, так і приватна. Велику долю займає туризм та суміжні галузі зі спорядження послуг гідів для мисливців та рибалок. Кенайський півострів відомий як «дитячий майданчик Аляски».